# Satan (группа)
Satan (с англ. — «Сатана») — британская хеви-метал-группа, происходящая из Ньюкасла. Известна с 1979 года как часть Новой волны британского хеви-метала.. Хотя в течение их карьеры не достигла мирового успеха, группу считают влиятельной. Satan — неформальные основатели треша, а музыка, которую они играли, справедливо считается самой продвинутой среди коллективов 1980-х.
Группа воссоединилась в 2005 году.
Группа подвергалась многим изменениям, менялось и название группы; какое-то время группа называлась Blind Fury, альбом 1985 года «Out of Reach» вышел когда группа называлась Blind Fury, прежде чем вернуться назад к названию Satan. В 1988 году группа изменила своё название на The Kindred и затем на Pariah и выпустила два альбома под тем названием, прежде чем распасться в начале 90-х. В 1997 году Pariah выпустила ещё один альбом. Группа включала членов многих других хеви-метал-групп таких как Blitzkrieg, Atomkraft, Avenger, Persian Risk, Cronos и Battleaxe. В 1990 году Стив Рамси (гитара) и Грэм Инглиш (бас) вместе с вокалистом Мартином Уолкиером из Sabbat основали группу Skyclad, которая стала одной из первых фолк-металлических групп.

## Дискография

### Альбомы
- Court in the Act (1983)
- Suspended Sentence (1987)
- Life Sentence (2013)
- Atom by Atom (2015)
- Cruel Magic (2018)

### Синглы
- Kiss of Death (Guardian 1982)

### Демозаписи
- The first demo (1981)
- Into the Fire (1982)
- Dirt Demo '86 (1986)

### Мини-альбомы
- Into the Future (Steamhammer 1986)

### Сборники / Концертные альбомы
- Blitzkrieg in Holland (Metal Nation 2000)
- Live in the Act (Metal Nation 2004)